# 사물궁이 잡학지식
사물궁이 잡학지식은 대한민국의 유튜브 크리에이터이다. 채널명인 '사물궁이'는 '사소해서 물어보지 못했지만 궁금했던 이야기'를 줄인 채널명이다. 유튜브의 영상 내용을 책으로도 출간했다.